# Hyperolius occidentalis
Espèce
Statut de conservation UICN

 LC  : Préoccupation mineure
Hyperolius occidentalis est une espèce d'amphibiens de la famille des Hyperoliidae.

## Répartition
Cette espèce se rencontre :
- dans le sud-ouest du Sénégal ;
- en Gambie ;
- en Guinée-Bissau ;
- dans l'ouest de la Guinée ;
- au Sierra Leone.

## Publication originale
- Schiøtz, 1967 : The treefrogs (Rhacophoridae) of West Africa. Spolia Zoologica Musei Hauniensis, Copenhague, vol. 25, p. 1-346.